# Благословлённые меч и шляпа

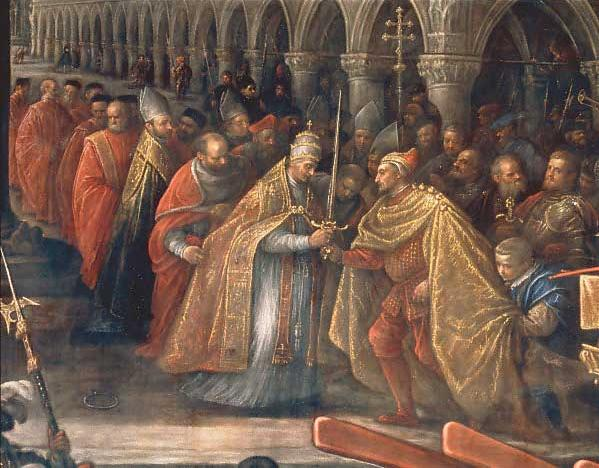
Папа Александр III вручает благословлённый меч венецианскому дожу Себастиано Дзиани. Франческо Бассано, холст, масло, 1592 год

Благословлённые меч и шляпа (лат. ensis benedictus, pileus benedictus) — символы особого расположения Папского престола, вручавшиеся епископом Римским европейским правителям или государственным деятелям «в знак признания их вклада в защиту христианского мира». Чаще всего передавались как выражение одобрения католической церковью грядущего или совершённого присоединения земель, население которых исповедовало ранее другие религии. Меч, благословлённый папой, не является конкретной единицей оружия, в каждом случае изготавливался или избирался из существующих новый экземпляр.
Дары освящались папой в Рождественский сочельник в соборе Святого Петра в Риме. Меч представлял собой богато украшенное церемониальное оружие, как правило, длиной до 2 метров. Шляпа цилиндрической формы изготавливалась из красного бархата с двумя свисающими ушками и была украшена голубем, вышитым золотой нитью и жемчугом, символизирующим Святой Дух, а также солнцем в аналогичном исполнении, символизирующим Христа.
Самый ранний из сохранившихся папских мечей, вручённый Евгением IV королю Кастилии Хуану II, в настоящее время находится в Королевском дворце в Мадриде, а последний из сохранившихся — дарованный в 1772 году Климентом XIV великому магистру Мальтийского ордена Франсису Хименесу де Тексадо, — в Музее Средневековья в Париже. Не все одариваемые известны. Среди тех, чьи имена дошли до современности, было по меньшей мере двенадцать императоров Священной Римской империи, десять королей Франции, семь польских и шесть испанских монархов. Кроме того, три или четыре благословлённых меча были дарованы королям Англии, два или три правителям Шотландии и по три Венгрии и Португалии. Получателями также были князья, в том числе наследники престолов, герцоги, графы, полководцы, а также отдельные города и государства.

## История традиции

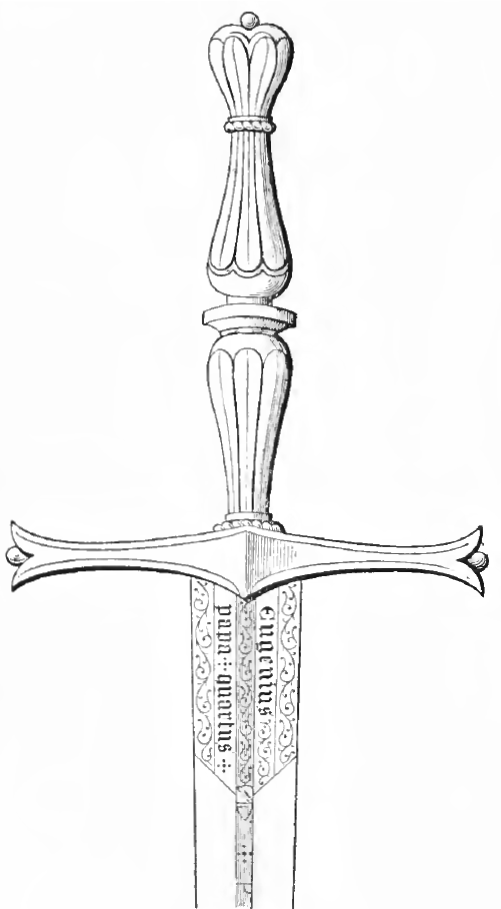
Часть клинка и рукоять меча короля Кастилии Хуана II, благословлённого папой Евгением IV.
У пяты клинка надпись «EUGENIUS/PAPA QUARTUS»

Первое письменное упоминание в расходных книгах Ватикана о тратах на подобные дары относится к 1357 году, хотя ряд источников приводят и более ранние примеры. Согласно данным итальянского историка XIX века Гаэтано Морони, Иннокентий III посылал благословлённые меч и шляпу королю Шотландии Вильгельму Льву ещё в 1202 году. Английский дипломат и исследователь Эдвард Твининг ставит под сомнение этот факт, но сам называет ещё более раннюю дату возникновения традиции — 758 год, когда Папа Павел I вручил меч королю франков Пипину Короткому в ответ на так называемый Пипинов дар.
При папе Мартине V (с 1417 года) изготовление и вручение в дар мечей и головных уборов происходило каждый год, хотя не все одариваемые известны. Если до XV века большинство благословлённых мечей вручалось европейским правителям, прибывающим в Рим, чаще всего на Рождественские торжества, то позже понтифики стали вводить практику отправки подарков монархам в разные, в том числе и достаточно удалённые страны, в качестве поощрения за защиту интересов христианского мира и католической церкви. Так, папа Николай V использовал эти дары для формирования военного союза против Османской империи.

## Описание даров
Благословлённый меч всегда был двуручным, иногда его длина превышала два метра. Рукояти, исполненные из серебра, были покрыты сложным золочёным узором. Эфес цвета папской мантии украшали изображениями тиары и паллия. Клинок покрывали изысканной гравировкой. По длине лезвия проходила надпись, указывающая имя папы и год благословения меча. Ножны и пояс были украшены столь же дорого — покрыты бархатом и усыпаны драгоценными камнями; на них также присутствовал папский герб. Имя или титулы получателя, наоборот, на оружии никогда не указывались: позиция церкви заключалась в том, что истинным защитником веры был сам Папа, в то время как светский правитель являлся вооружённой рукой понтифика. Эта традиция восходила к библейскому эпизоду, когда Святой Пётр с мечом в руке пытался предотвратить арест Иисуса Христа в Гефсиманском саду.
Шляпы имели цилиндрическую форму, чуть сбоку были расположены два «ушка», аналогичные подобным элементам на епископской митре. Тулью шили из бобровых шкур или бархата, как правило, тёмно-малинового цвета, хотя упоминаются также серый и чёрный цвета. Шляпа имела небольшие загнутые вверх поля, иногда облицованные мехом горностая. Окруженный ореолом голубь был вышит золотой нитью и украшен жемчугом на правой стороне цилиндра. Верх шляпы покрывало яркое солнце с прямыми и волнистыми лучами, ниспадавшими на бока, также исполненное золотой нитью.
До настоящего времени сохранилось около десяти благословлённых мечей XV века и примерно столько же XVI века. Во многих случаях сохранился только клинок, в то время как более ценные рукояти, ножны и пояса были утрачены. Благословлённых шляп осталось ещё меньше. В настоящее время историки не могут точно установить, всегда ли шляпа сопутствовала мечу или стала лишь поздним дополнением.

## Наиболее известные экземпляры
В 758 году папа Павел I вручил меч королю франков Пипину Короткому за так называемый Пипинов дар — передачу в собственность церкви земель на Апеннинском полуострове, сформировавших Папскую область. В 1202 году Иннокентий III вручил меч королю Шотландии Вильгельму Льву за расширение влияния католической церкви. В 1446 году папа Евгений IV вручил меч королю Кастилии Хуан II. Это старейший из сохранившихся благословлённых мечей. Оружие до сегодняшнего дня находится в хорошем состоянии и хранится в Королевском дворце в Мадриде. В
1460 году папа Пий II вручил меч маркграфу княжества Ансбах, курфюрсту Бранденбурга Альбрехт III за согласие на участие в крестовом походе нескольких христианских правителей Европы против Турции. Вручен лично в ходе Мантуанского собора. Некоторое время служил церемониальным мечом Бранденбурга. Хранится во дворце Шарлоттенбург, Берлин. В 1466 году Пий II отмечает заслуги Скандербега, вождя антиосманского албанского восстания. В 1506 году Юлий II вручил меч Якову IV, королю Шотландии. В 1550 году папа Павел III наградил Филипп II, будущего короля Испании, являвшегося на тот момент принцем Астурийским. Филипп II в будущем получит ещё два благословлённых меча, что станет наибольшим количеством подобного папского дара одной персоне. В 1558 году Павел IV вручил меч Эрколе II д’Эсте, герцогу Феррары, Модены и Реджо. Экземпляр в хорошем состоянии хранится в замке Конопиште, Чехия.
В 1560 году — Пий IV повторно наградил Филиппа II в знак окончательного становления того в качестве короля Испании, Нидерландов и обладателя всех заморских владений. 1580 год, Григорий XIII вручил меч Стефану Баторию, королю польскому и великому князю литовскому за успехи на завершающем этапе Ливонской войны с Россией. В 1591 году Григорий XIV наградил Филиппа III, на момент вручения принца Астурийского, в связи с достижением последним 13-летнего возраста. В настоящее время меч хранится в Королевском дворце в Мадриде. 1594 год, следует третья награда короля Испании Филиппа II, вручённая Климентом VII, за участие в Священной лиге и битве при Лепанто, в которой был обеспечен полный разгром флота Османской империи. В настоящее время меч хранится в Королевском дворце в Мадриде. 1683 год, Иннокентий XI вручил благословлённый ещё предыдущим папой Климентом X меч монарху Речи Посполитой Яну Собескому за противостояние Турции в Польско-турецкой войне 1672—1676 годов и победу в Хотинской битве 1673 года. Как описывается меч в музейных источниках, лезвие меча стальное, частично позолоченное, с надписью имени папы Иннокентия XI. Эфес и ножны из позолоченного серебра. Изготовлен в 1676 году. Хранился в резиденции Радзивиллов в Несвижском замке. В 1812 году захвачен русской армией в качестве военного трофея. Находился в коллекции в Царском Селе, затем в коллекции Государственного Эрмитажа. В 1924 году возвращён Польше. В 1690 году Александр VIII наградил венецианского дожа Франческо Морозини. Меч, ножны и пояс хранятся в Соборе Святого Марка (Венеция, Италия). 1747 год, папа Бенедикт XIV вручил меч Мануэлю Пинто де Фонсека, великому магистру Мальтийского ордена.